# Opalimosina collini
Opalimosina collini är en tvåvingeart som först beskrevs av Richards 1929.  Opalimosina collini ingår i släktet Opalimosina, och familjen hoppflugor. Arten är reproducerande i Sverige.